# Die Vampirschwestern
Die Vampirschwestern (Las hermanas vampiras en España; Las hermanas vampiro en Hispanoamérica) es una película alemana de fantasía, dirigida por Wolfgang Groos y producida por Columbia Pictures. Marta Martin y Laura Roge interpretan a los personajes titulares de esta película, que está basada en la serie de novelas de Franziska Gehm.
Tuvo su estreno teatral el 27 de diciembre de 2012, siendo lanzada a vídeo doméstico el 12 de septiembre de 2013.

## Sinopsis
Dakaria y Silvania Tepes son dos hermanas de doce años, mitad vampiras y mitad humanas, que se trasladan de la ficticia Vitonia (Transilvania, Rumania) a una ciudad de Alemania junto con sus padres para empezar una nueva vida. El origen de su naturaleza única es que su padre, Mihai, es un vampiro y su madre, Elvira, es una humana. Como tal, tienen poderes como la hipnosis, volar, flopear, mirada caliente, fuerza sobrehumana, súper velocidad, entre otros.
Las hermanas son muy diferentes tanto en aspecto como en personalidad. Cada una tomó un lado de sus padres, Dakaria de su padre vampiro y Silvania de su madre humana. A Silvania le gusta la idea de mudarse a Alemania, vivir su lado humano y conocer nuevos amigos. Sin embargo, Dakaria no se siente cómoda y tiene el deseo de volar de regreso a Vitonia.
En su nuevo hogar, las chicas no solamente tendrán que lidiar con adaptarse a su nueva vida humana, sino también cuidarse de su vecino Dirk van Kombast, que vive perturbado al notar que son vampiros. Este tiene una obsesión con acabar con ellos, debido a que su madre fue internada en un hospital psiquiátrico al declarar que unos vampiros la llevaron volando y la dejaron en lo alto de una iglesia, situación que nadie le creyó. 
En la escuela, Silvania rápidamente se enamora de Jacob y Dakaria se hace amiga de Elena, una niña que necesita utilizar aparatos auriculares para poder escuchar, debido a un accidente de auto. Silvania sufre de serias quemaduras en la piel después de aceptar la invitación de Jacob para ir a nadar a la piscina y Dakaria de entera de no puede obtener una posición alta en la competencia de vuelo, ya que solo tiene la mitad de poder de vuelo y volumen de vuelo. 
Ante estos decepcionantes sucesos, ambas deciden cambiar su destino al descubrir la tienda de Ali bin Schick, un mago que resulta ser el abuelo de Ludo, un compañero de colegio. Silvania se convertiría en una humana completa, y Dakaria en una vampira. Ali le promete cumplir el deseo de su corazón advirtiéndole de antemano que después de haberlos pedido no se puede revertir. Estas, seguras de sí mismas, acceden. No obstante, nunca imaginaron que debido a una confusión sus deseos serían revertidos. 
Ahora Silvania se convertirá en una vampira completa y Dakaria en una humana. Ambas desesperadas quieren revertir el hechizo, pero para ello necesitarán de una planta mágica que solo crece en el cementerio y a media noche. Para conseguirla necesitarán de la ayuda de Elena y Ludo.

## Reparto
- Marta Martin como Silvania Tepes. Silvania es la hermana melliza de Dakaria, es una niña dulce y se siente más cómoda como humana. Tiene cabello rubio largo y es muy parecida a su madre, suele vestirse con ropa llena de colores y flores en su cabello. Cuando llegan a Alemania, Silvania se enamora casi inmediatamente de Jacob.
- Laura Roge como Dakaria "Daka" Tepes. Hermana melliza de Silvania, su personalidad es más rebelde y temeraria. Posee cabello corto y negro, tiene un estilo roquero y punk. Adora su lado vampiro y es muy similar a su padre.
- Stipe Erceg como Mihai Tepes. El padre de las hermanas. Mihai renunció a ciertas de sus habilidades como vampiro para poder vivir con Elvira y formar una familia. Trabaja de noche en el hospital de la ciudad, y suele vestirse casi siempre de negro.
- Christiane Paul como Elvira Tepes. La madre de las hermanas. Cuando era joven se enamoró de Mihai aun sabiendo que este era un vampiro, luego decidieron casarse y tener una familia. Su personalidad es bastante relajada, usualmente lleva flores en el cabello y en su ropa. Le reveló a su madre que su esposo era vampiro, pero aún no se lo ha dicho a su padre.
- Hans-Peter Deppe como el Abuelo Gustav.
- Regine Vergeen como la abuela Rose.
- Jamie Bick como Elena Steinbrück. Cuando las hermanas llegan a la escuela la primera amiga que hacen es Elena, una chica dulce que se siente atraída por la naturaleza única de las hermanas.
- Jonas Holdenrieder como Ludo Schwarzer. Amigo vidente de las hermanas, quien siempre está a su lado para ayudarlas.
- Richy Müller como Ali Bin Schick. El abuelo de Ludo, dueño de una extraña tienda llena de antigüedades y artefactos mágicos.
- Jeremias Meyer como Jacob Barton. Un chico australiano que Silvania conoce en la escuela y del cual queda enamorada.
- Michael Kessler como Dirk van Kombast. El vecino de la familia Tepes, quien hará lo que sea para probar que los vampiros realmente existen y viven a su lado, sin embargo, en la segunda película se redime, y en la tercera ayuda en el rescate de Franz, aceptando que su esposa y vecinos son vampiros, aunque le cuesta aceptarlo un poco.
- Xaver Wegler como Benny Hartwig. Bravucón de la escuela que molesta a Elena y a las hermanas en su llegada, casi al final, Silvania lo asusta haciéndolo subir a un árbol.